# Глуховцева Катерина Дмитрівна
Катери́на Дми́трівна Глу́ховцева (нар. 31 січня 1952 року, с. Московське Липоводолинського району Сумської області) — вчена-мовознавець, доктор філологічних наук (2006), відмінник освіти України, почесний професор Луганського національного університету імені Тараса Шевченка.

## Біографічні дані
Народилася 31 січня 1952 року в с. Московське Липоводолинського району Сумської області.
У 1974 році закінчила Ворошиловградський педагогічний інститут, здобула кваліфікацію вчителя української мови і літератури. Два роки працювала за спеціальністю.
З 1976 року працює в інституті (нині університет): з 1994 — доцент кафедри української мови, з 2007 — професор, завідувач кафедри української філології та загального мовознавства.
У 1992 захистила дисертацію на здобуття ступеня кандидата філологічних наук. У 2006 — доктора філологічних наук.

## Наукова робота
Досліджує українську діалектну мову, вивчає методику дослідження й опису динаміки українських діалектів, зокрема проблеми функціонування сучасних східнослобожанських говірок.
Під керівництвом вченої опубліковано колективні праці, зокрема «Сватівщина» (1998), «Старобільщина» (2002), «Словник українських східнослобожанських говірок» (2002; 2021, Київ), «Українські східнослобожанські говірки: посібник» (2001; 2002; 2006; усі — Луганськ).
Очільниця наукової школи «Новітні тенденції в сучасному лінгвістичному і лінгводидактичному дискурсі». Авторка понад 300 наукових праць (монографії, статті, словники). Під керівництвом вченої захищено 6 кандидатських дисертацій зі спеціальності «філологія». Керівниця секції «Українська мова» МАН з 1995 по  2015 рік.

### Основні праці
За ЕСУ:
- Лінгвістичний атлас лексики народного побуту українських східнослобожанських говірок. — Лг., 2003;
- Динаміка українських східнослобожанських говірок. — Лг., 2005;
- Етнолінгвістичні основи семантичної експресії дієслів (на матеріалі східнослобожанських говірок) // Лінгвістика. — 2008. — № 1(13);
- Аспекти лінгвокультурологічного дослідження діалектного мовлення // Українська мова. — 2018. — № 1;
- Особливості семантичної структури діалектних текстів про важливі історичні події початку ХХ століття // Studia z Filologii Polskiej i Słowiańskiej. — 2020. — Vol. 55;
- Складні питання сучасної української літературної мови. Вступ. Фонетика. Фонологія. Морфонологія. Орфоепія. Графіка. Орфографія. Лексикологія. Фразеологія. Лексикографія: навч. посіб. — Вид. 2-ге. — Старобільськ, 2021[1].

## Нагороди
- Орден княгині Ольги 3-го ступеня (2021)[1];
- нагрудний знак «Відмінник освіти України» (1995);
- лауреат Всеукраїнської премії імені Бориса Грінченка (2014);
- нагрудний знак «За наукові та освітні досягнення» (2017)[2];
- стипендіат Кабінету Міністрів України за видатні заслуги у сфері вищої освіти[3].